# Katalog života
Katalog života je onlajn baza podataka koja pruža indeks poznatih vrsta životinja, biljaka, gljiva i mikroorganizama. Nastao je 2001. godine kao partnerstvo između globalnog Vrste 2000 i američkog Integrisanog taksonomskog informacionog sistema. Katalog koriste naučnici istraživači, građani, obrazovni radnici i kreatori politike.. Katalog takođe koristi Biblioteka baštine biodiverziteta, Sistem podataka o barkodima života, Enciklopedija života i Globalni informacioni fond o biodiverzitetu. Katalog trenutno sadrži podatke iz 165 recenziranih taksonomskih baza podataka koje održavaju specijalističke institucije širom sveta. Prema podacima iz septembar 2022. Kontrolna lista COL navodi 2,067,951 od 2,2 miliona postojećih vrsta na svetu koje su poznate taksonomistima na planeti u ovom trenutku.

## Literatura
- Blundell N (2005). There's more to life on Earth. Telegraph Online, 8 Dec 2005 (retrieved 2012-05-03).
- Cachuela-Palacio, Monalisa (2006). „Towards an index of all known species: The Catalogue of Life, its rationale, design and use”. Integrative Zoology. 1 (1): 18—21. PMID 21395986. doi:10.1111/j.1749-4877.2006.00007.x .

## Spoljašnje veze
- Catalogue of Life: historical checklist downloads
- 2022 Annual Checklist, 2,065,448 species - https://doi.org/10.48580/dfq8
- 2021 Annual Checklist, 2,008,947 species - https://doi.org/10.48580/dfq8
- 2019 Annual Checklist, 1,900,983 species (incl. 63,418 extinct species)
- 2018 Annual Checklist, 1,803,488 species (incl. 59,284 extinct species)
- 2017 Annual Checklist, 1,713,852 species (incl. 49,346 extinct species)
- 2016 Annual Checklist, 1,640,969 species
- 2015 Annual Checklist, 1,606,554 species
- 2014 Annual Checklist, 1,578,063 species
- 2013 Annual Checklist, 1,352,112 species
- 2012 Annual Checklist, 1,404,038 species
- 2011 Annual Checklist, 1,347,224 species
- 2010 Annual Checklist, 1,257,735 species
- 2009 Annual Checklist, 1,160,711 species
- 2008 Annual Checklist, 1,105,589 species
- 2007 Annual Checklist, 1,008,965 species
- 2006 Annual Checklist, 884,552 species
- 2005 Annual Checklist, 526,323 species
- A list of contributing databases